# Hasan Madjidov
 (janvier 2025).
Hasan Madjidov (en azéri : Həsən Əli oğlu Məcidov), né le 12 décembre 1914 à Bakou et mort le 11 janvier 1978 dans la même ville, est un architecte azerbaïdjanais et soviétique. 

## Biographie
Hasan Ali oglu Madjidov est né à Bakou en 1914 dans une famille d'artistes. Il est diplômé du lycée et de la faculté d'architecture et de génie civil en 1937. Au cours de ses années d'études, il travaille comme technicien à l'Institut national de design d'Azerbaïdjan. Après avoir obtenu son diplôme d'études secondaires, il reste à travailler comme architecte dans cet institut.
Pendant la Grande Guerre patriotique, Hasan  Madjidov rejoint les rangs de l'armée soviétique, est blessé au combat et transféré dans la réserve en 1946.

## Carrière
Hasan Madjidov développe un certain nombre de projets de logements sociaux. Il est pendant quelque temps l'ingénieur en chef du département de conception. En 1948, il travaille comme chef de l'atelier d'architecture n° 2 de l'Institut d'Azerbaïdjan.
À partir de 1954, Hasan Madjidov est professeur agrégé au département de construction architecturale de l'Institut polytechnique d'Azerbaïdjan. Il devient membre du présidium de l'Union des architectes d'Azerbaïdjan.
Il est président du comité d'État pour la construction et l'architecture de la RSS d'Azerbaïdjan de 1959 à 1960 et reçoit la distinction de bâtisseur émérite de la RSS d'Azerbaïdjan en 1960,.

## Travaux
Selon le projet d'Hasan Madjidov, le Musée central de Bakou est inauguré en 1960 pour commémorer le 90e anniversaire de la naissance de Lénine. La même année, il mène à bien la construction du siège du comité du Parti communiste de l'oblast autonome du Haut-Karabagh à Stepanakert. Il réalise ensuite une extension du musée Lénine de Moscou, qui est inaugurée en 1961.
Hasan Madjidov est également l'auteur de plusieurs réalisations à Bakou comme le Palais de la culture Dzerjinski, en 1948, le terminal passagers de l'aéroport, l'hôtel Bakou et le théâtre musical et dramatique d'État du Nakhitchevan, en 1964. Il conçoit également la station de métro Machadi Azizbekov (actuellement Koroğlu), ouverte en 1972.